# Versiones alternativas de Spider-Man
"Spider-Man" es el nombre de varios personajes de cómics del Multiverso de Marvel Comics. El original y más conocido es Peter Parker creado por Stan Lee y Steve Ditko originario del universo Tierra-616. Dentro de la corriente principal del Universo Marvel ha habido personajes que han tomado el manto como Ben Reilly, Mac Gargan y Doctor Octopus.
Fuera del universo convencional, hay diferentes encarnaciones de Spider-Man en universos alternativos. Ejemplos populares incluyen personajes como divertidas parodias de animales como Spider-Ham, una versión alternativa futura llamada Miguel O'Hara, una hija de Peter Parker llamada Mayday Parker en el universo MC2, una versión diferente de Peter Parker en la era de la Gran Depresión, la versión definitiva de Peter Parker y su sucesor, Miles Morales, junto con una variante de Spider-Man donde el personaje secundario de Peter, Gwen Stacy se convierte en Spider-Woman en lugar de Parker. Originalmente, estos personajes se representaban por separado, pero se han cruzado juntos en historias como "Spider-Verse", "Web Warriors" y "Spider-Geddon", en equipos como Spider-Army y Web Warriors, donde las muchas versiones diferentes de personajes con temas de Spider son los principales protagonistas de la historia. Algunos de estos personajes aparecieron en Spider-Man Into the Spider-Verse. Algunos de estos personajes se fusionaron temporalmente en el mismo universo en la serie de cómics Secret Wars de 2015 como parte de la familia Spider-Man.
Ha habido diferentes versiones de personajes en otros medios que también se han cruzado en los cómics.

## Versiones de Tierra-616

### Ben Reilly
Ben Reilly era un clon de Peter Parker que empezó luchando contra el crimen como la "Araña Escarlata", para luego sustituir a Parker como Spider-Man. Estuvo en los 6 siniestros y se volvió amigo íntimo de Spider-Man. Tras su muerte a manos del Duende Verde, fue sustituido por el original. Fue un intento fallido de sustituir al Spider-Man original (treintañero, felizmente casado) por una versión más "joven".

### Blood Spider
Es una versión malvada de Spider-Man contratada por Red Skull y entrenada por el Taskmaster. Su disfraz es una combinación del vestuario original y el negro, y tiene tanques para su fluido web en su espalda con mangueras que conducen a los webhooters en sus muñecas. Sus compañeros Jagged Bow (una versión malvada de Hawkeye) y Death-Shield (una versión malvada del Capitán América) también fueron entrenados por Taskmaster.  Luego se vio al trío tratando de matar a Venom contratado por Lord Ogre. 

### Doppelganger
El Doppelganger empezó su vida como un fractal viviente, un dibujo geométrico en La Dimensión de las Manifestaciones. Cuando el misterioso Mago se planteó el conseguir El Guantelete del Infinito, activó uno de los fractales, El Primer Manifiesto Antropomórfico, para convertir a algunos jóvenes fractales en versiones monstruosas de algunos héroes de La Tierra. El Doppelganger correspondería a Spider-Man. Él y sus hermanos fueron enviados a La Tierra para atacar a sus contrapartes en La Guerra del Infinito, él interrumpió a Spider-Man mientras luchaba con el Duende. A pesar de que el villano empaló a la criatura en una valla, el Demoduende lo rescató, y al usar magia, este monstruo pudo quedarse en La Tierra luego de la derrota de El Mago. Mientras la saga de Matanza Máxima, Doppelganger estaba vagando por New York y fue reclutado por Carnage en sus desenfrenados homicidios. En un acto de rebeldía Doppelganger fue pateado por Carnage por el borde de un edificio. No se sabe si murió, no se sabe nada más de él. Y es ediendo

### Kaine Parker/Tarántula
Primer clon de Peter Parker creado por el Chacal. Sufre un lento proceso degenerativo que le produce trastornos físicos y mentales. Odiaba a Ben Reilly por considerarle el auténtico Peter Parker, mientras que a este, creyéndole un clon, trató de protegerle eliminando a algunos de sus enemigos. Persiguió a Ben durante sus viajes por el mundo, y posteriormente se convirtió en asesino a sueldo.
Volvió para buscar ayuda en Raptor, a quién luego de engañarlo, mató. Se sacrificó por Peter ante los Kravinoffs para hacerle ganar más tiempo. El resultado de haber usado la sangre de un clon y no el verdadero Spider-Man para resucitar a Kraven lo dejó inmortal (pudiendo morir solo a manos de Spider-Man). A causa de que Kraven desafió la telaraña de la vida al revivir, Kaine resucitó de su tumba mutado en el ser llamado Tarántula. La misteriosa benefactora del Chacal le entregó a Tarántula, a quién le amplificó sus poderes además de hacerlo dócil.

### Spider-Cide
Cuando Peter Parker se enteró de que su clon había sobrevivido se creó un revuelo en su vida: mentiras, encuentros con su yo interior, etc., pero lo que Peter supo más tarde fue que no solo se creó un clon de él, sino que chacal hizo varias copias. Durante la saga Smoke and Mirrors, el laboratorio de chacal quedó destruido, pero en su interior quedó una cápsula con un sujeto, no era Peter Parker, no era Ben Reilly, era un nuevo clon, este clon escapo sin rumbo fijo y pudiendo apenas precisar lo que era, durmiendo en los callejones fue atacado por pillos en varias ocasiones, venciéndolos de manera fácil pero quedando sorprendido por las cualidades que tenía, no teniendo un rumbo definido siguió su instinto, el cual lo guio hasta el cementerio, donde descubrió que sus padres eran Richard y May Parker, y él su hijo: Peter Parker. Confundido, Spider-Cide se enfrentó a Spider-Man bajo el sobrenombre de Freakface, durante la batalla comenzó a mutar y se decía que había muerto. Con la ayuda de Scrier, Spider-Cide fue devuelto al laboratorio de chacal, y con la ayuda de chacal y su tecnología obtuvo la capacidad de transmutar, y con su nuevo disfraz se hizo llamar Spider-Cide. Revelándose como aliado de Scrier, Spider-Cide hizo frente a chacal, su creador, cayendo durante la pelea del Daily Bugle, y al parecer muriendo.

### The Incredible Spider-Hulk
Dave Davis, era el excompañero de Reed Richards, durante el viaje y regreso de este, se enceló de cómo Richards, su novia y amigos obtuvieron poderes cósmicos, crea el trabajo de su vida: un supresor de energía, que la absorbe y la brinda a quien tiene la máquina, sin embargo, Reed tuvo la pena de despedirlo, debido a que no podía tener a otro miembro de su equipo que no tenga poderes (cualquiera que no fuera H.E.R.B.I.E.), sin embargo, Davis no lo toma tan bien, y decide utilizar la máquina contra Los 4 Fantásticos, absorbiendo los poderes de Mr Fantástico y Johnny Storm, sin embrargo, la máquina no funciona como lo esperado, y los poderes resultan ser temporales.
Años después, David Jr Davis, hijo de Dave, el día en que su padre muere, le llega el legado de su padre: la máquina absorbe poderes, y lee todo lo ocurrido [según su padre], y Jr decide continuar con la criminalidad de su padre. En un edificio de New York, Davis confirma que Hulk ha llegado, desea utilizar su máquina con Hulk, sabiendo que ya ha vencido con facilidad a los 4 fantásticos juntos. La máquina la arrojaría y localizaría a Hulk de un extremo para absorber poderes, y del otro estaría Davis esperando para mutar. Sin embargo, Spider-Man llega a la escena, y quita a Davis, creyendo que correría peligro por Hulk, sin embargo, el rayo le dispara a Spider-Man, mientras su Spider-Sense se activa, pero el cree que es por Hulk,y el rayo le dispara, sin embargo, el Spider-Sense se noquea, y no previene a Spidey, y Hulk le da un Hiper-Puñetazo, que lo saca volando hasta el metro.
Davis es encontrado por Richards, y conforma lo que estaba haciendo con un video de seguridad, y Davis es llevado a la cárcel.
En el Daily Bugle, Peter recibe gritos de Jameson por no haber conseguido fotos de Hulk destrozando parte de Midthown, y una huelga afuera de la editorial, culpando a Spider-Man por lo ocurrido, Parker por primera vez recibe un ataque de ira, y huye del Bugle gritando: DEJENME EN PAZ!(tal y como lo hace Hulk).
Parker se convierte en Spider-Man, e intenta reflexionar sobre el ataque que tuvo, pero ve un asalto en un callejón, sin embargo, ve a un chico con la pistola en la cabeza, y su tío le disparaban, esto lleva a origen de Spidey, y este se enfurece con otro ataque, aun mayor, y mientras se columpia hacia abajo, se convierte en un monstruo verde, destruyendo el traje, siendo así ¡SPIDER-HULK!!.
Los asaltantes y asaltados huyen horrorizados, mientras que Spider-Man comienza a pensar de forma similar a Hulk; llegó la policía y le comienzan a disparar y S-H grita con un: Spider Smash!.Luego de irse, S-H regresa a la normalidad, y va con Mr Fantástico, y este llega a la conclusión, de lo ocurrido con Davis y Hulk, y le alienta diciendo que el efecto es temporal.
Mientras, al final de cómic, aparece Hulk jugando con un niño, y la ´portada decía: El Increíble Hulk se vuelve más listo!.

## Otros Universos

### Spider-Man 2099
Miguel O'Hara es un joven científico que trabaja para la corporación Alchemax en un proyecto para crear seres humanos mejorados genéticamente, inspirándose en las habilidades del Spider-Man del siglo XX. Pese a su oposición a realizar pruebas en humanos en una fase tan temprana de sus investigaciones, la empresa le presiona para que demuestre sus avances con un voluntario, un reo condenado a 40 años de cárcel. Tal y como temía Miguel, el preso se transforma en un ser deforme que, aunque posee una gran fuerza, muere instantes después de que su estructura genética haya sido alterada. Tras este hecho Miguel presenta la dimisión ante su jefe, Tyler Stone. Este intenta persuadirle intoxicándole con éxtasis sin que lo sepa.
Así, Stone le hace saber que desde ese momento es adicto a dicha sustancia, y que su corporación es la única distribuidora legal de la misma, por lo cual debería reconsiderar su idea de marcharse. En un intento de librarse de la adicción a la droga, Miguel se cuela por la noche en su laboratorio para modificar su estructura genética y eliminar el éxtasis de su organismo. Entonces, Aaron Delgado, un colega de laboratorio, envidioso de su trabajo y harto de los ultrajes a los que le sometía Miguel, altera los parámetros del ADN que había introducido Miguel y los mezcla con el ADN del proyecto para crear súper humanos con poderes similares a Spider-Man. Al ser manipulado el sistema, tiene lugar una explosión y de entre el humo surge Miguel luciendo unas garras y unos colmillos amenazadores. Aaron, presa del pánico, comienza a dispararle causando otra explosión, esta vez mayor. La fuerza de esta le arroja al vacío y aunque Miguel le agarra en el último instante, no puede evitar que caiga. Miguel logra huir de las fuerzas del orden ("El Ojo Público") gracias a sus nuevas habilidades y la ayuda de un thorita (fanático religioso que predica por las calles el Advenimiento del legendario Thor), que le proporciona un pedazo de tela que le permite planear.
Ya en su hogar, gracias a su visión mejorada, puede ver cómo se acerca a su piso Venture, un cyborg contratado por Alchemax para investigar lo sucedido en el laboratorio. Temiendo que pueda llegar hasta su casa y averiguar que estuvo implicado en la explosión del laboratorio, Miguel se enfunda la única ropa que no puede romper con sus garras, un disfraz del Día de los Muertos de México, y adhiere el trozo de tela que le entregó el thorita a su espalda. De esta manera, se enfrenta a Venture alejándolo de su casa para proteger su identidad. Se desencadena una pelea por toda la ciudad mientras Miguel va desarrollando sus habilidades y descubriendo otras nuevas, como que sus antebrazos pueden generar y lanzar telas de araña.
Aunque la batalla se decanta a favor de Miguel, este se encuentra ahora perseguido por "El Ojo Público", investigado por Alchemax y con su vida destrozada. Intentará arreglar la situación y vengarse de Tyler Stone y Alchemax, adoptando el papel de Spider-Man en esta época.

### Spider-Man 2099 (Timestorm 2009-2099)
En esta versión de Spider-Man 2099, Miguel es el hijo joven de un ingeniero de Alchemax. Mientras asistía a una clase en la que trabajaban con espécimes mutados, una tormenta temporal (que trajo a héroes del 2009 a este tiempo) un espécimen de araña irradió la mano de Miguel, concediéndole los poderes de una araña.
Mientras que Miguel se transformó en Spider-Man 2099, su compañero de clase, Kron Stone, sufrió algo parecido pero siendo irradiado por un escorpión, transfromándose en Escorpión 2099.

### Spider-Man 2211
Spider-Man Meets Spider-Man 2099 es el título del cómic donde Peter Parker y Miguel O'Hara intercambian líneas temporales para coincidir ambos en el año 2211. Allí aparece Max Borne, el Spider-Man del año 2211 y policía temporal que les salva del Duende Verde correspondiente. Se le presume muerto desde una historia de la serie regular "Friendly Neighborhood Spider-Man".
Su traje es azul con el torso blanco y el logotipo de una araña en el pecho, muñequeras metálicas azules y tobilleras, también metálicas, rojas. Además está provisto de cuatro brazos artificiales rojos capaces de generar telas de araña. Usa un casco rojo que le deja al descubierto la boca y barbilla, a diferencia de las máscaras de los otros hombres araña de Marvel.Muere por el tío Ben

### Spider-Girl
May “Mayday” Parker, alias Spider-Girl es la hija quinceañera de Peter Parker y Mary Jane Watson en un futuro alternativo. En este futuro, Peter Parker se retiró de su carrera como el superhéroe, para vivir una vida normal con su esposa, Mary Jane y su hija, May. Observando a May durante un partido universitario de baloncesto, Peter y Mary Jane notaron que la adolescente exhibía lo que consideraban una agilidad y una serie de habilidades sobrehumanas. Desestimando lo observado como mera suerte en un partido, pensaron que lo mejor era mantener la situación en secreto.
Spidergirl posee una fuerza sobrehumana, agilidad y destreza, así como un sexto sentido que la advierte del peligro inminente. Su habilidad original de adhesión a muros ha evolucionado en un tipo de control biomagnético que le permite adherirse a la mayoría de las superficies y provoca que los objetos que ha tocado se adhieran juntos.
Su colección es una de las más largas como protagonista femenino que jamás haya publicado Marvel.

### Spider-Ham
El asombroso "Spider-Ham", una sátira de Spider-Man, publicada por la propia Marvel, cuyo protagonista es una versión de Spider-Man que es un cerdo (Peter Porker), apareciendo versiones animales de sus amigos y enemigos. Algunos de sus aliados eran Sub-Marsupial, Asinine Torch, Hulk Bunny, Capitán Americat, Goose Rider, Croctor Strange entre otros.

### Spiders-Man
Otro misterio es el hombre que hizo su primera aparición en las páginas del futuro alternativo de Marvel de la serie Tierra X y fue destacado en el one-shot “Universe X Spidey” ... en muy poco la información de este personaje, pero obviamente tiene vínculos con Peter Parker.

### Spider-Venom
Esto ocurre en el universo MC2. El simbionte logra escapar de su prisión y localiza a Peter Parker, al unirse a él da origen a este ser. Claro que es trabajo de May “May-day“ Parker, Spider-Girl el detener a esta amenaza.

### Ultimate Spider-Man (Peter Parker)
Al Principio este Spiderman al igual que en el universo original era Peter Parker. Esta versión suya es más realista al igual que todos en la versión Ultimate Marvel. Fue mordido por una araña genéticamente alterada en OsCorp. Así, adquiere habilidades como trepar muros y sentido-arácnido y fuerza proporcional arácnida. Cabe destacar 2 diferencias entre él y su otro yo del Universo Marvel tradicional: 1. No tiene un leve factor curativo (una de la causas de su muerte) . 2. Es muy joven, tiene alrededor de 14 y 15 años, menos que su contraparte que tiene actualmente más de 20 años, por lo que tiene menor fuerza siendo realistas.
Este tiene aventuras reales enojándose más en los problemas modernos para un adolescente que para uno de 1963 (año del Spider-Man original).
Muere a manos del Ultimate Green Goblin, quien modernamente es un monstruo robusto verde con cuernos muy similar a una gárgola sin alas y de los Ultimate Six (versión Ultimate de los Siniester Six).

### Ultimate Spider-Man (Miles Morales)
Pero después de su muerte el papel lo tomo Miles Morales, un chico que obtuvo sus poderes al ser picado por una araña que su tío roba de los laboratorios de Oscorp, este Spider-Man tiene algunas variantes de las habilidades de Peter, como el camuflaje o el lanzar descargas eléctricas como autodefensa. Tiene unos 14 años aproximadamente.

### Powerless Spider-Man
William Watts es un psicólogo que tras despertar después de estar tres días en coma se ve asaltado por las extrañas visiones y sueños que tuvo en su letargo: Un mundo con superhéroes, con gente con coloridos uniformes y asombrosos poderes, que salvan al mundo y reparten justicia. No puede evitar tener la sensación de que su mundo, gris y anodino, no es el real. Su vida comienza a complicarse cuando en su camino se cruzan el joven Peter Parker, Matt Murdock y Logan. Parker es un joven con un brazo deformado y con parálisis tras haber sido mordido por una araña radiactiva, que es acosado por el empresario Norman Osborn para que le revele los secretos del proyecto Iron Man en el que trabaja como becario para Industrias Stark. Watts, abrumado de repente por ser la pieza clave en la vida de tanta gente, decide no obstante ayudarles, pues sus visiones le evocan recuerdos de otra vida, de otro mundo, en el que esas personas son realmente superhéroes (en el resto de cómics de Marvel son Spider-Man, Daredevil y Wolverine, respectivamente).
Gracias a él, Peter logra librarse del acoso de Osborn; Logan descubre una conspiración gubernamental tras el nombre de Plan Fénix y que formaba parte de él como un asesino denominado Arma-X; y Murdock, aunque resulta asesinado, logra exonerar a Frank Castle de los cargos de asesinato.

### Spider-Zombi
Comienza justo después de un destello en el cielo, un zombi Sentry contagia a todos los super-humanos con un virus-zombi-alienígeno. Los Cuatro Fantásticos zombis tratan de abrir un portal para ir a otros mundos y devorarlos, pero Magneto destruye el tele-transportador y huye de los zombis pero la Avispa lo ataca por atrás y es devorado. Silver Surfer entonces llega a la Tierra e informa a los zombis que su maestro Galactus está en camino a devorar el planeta. Los zombis lo atacan, pone resistencia y lucha valientemente pero es asesinado por Hulk, luego es devorado por varios de los antiguos héroes (Capitán América, Iron Man, Goliat, Spider-Man, Luke Cage, Hulk y Wolverine). Ellos, a su vez, adquieren parte de la energía cósmica y con esa energía cósmica atacan a los demás zombis.
Galactus entonces llega a la Tierra y, aunque es atacado por los zombis, fácilmente los repele. Goliat, Iron Man, y Bruce Banner crean un dispositivo que amplían las habilidades adquiridas de Silver Surfer al llegar con Galactus se dan cuenta de que los supervillanos zombis están lo atacando y disparan el rayo amplificador con lo que son capaces de herirlo. Luego destruyen a los supervillanos y después proceden a devorar a Galactus. Los zombis obtienen la potencia cósmica para luego ascender hacia el espacio y salir de la Tierra, con la decisión de encontrar nuevos mundos para alimentarse. Cinco años después, Pantera Negra y la cabeza zombi de las Avispa (reformada) vuelven del Asteroide M (donde se fueron para salvarse), al ver que no había ningún rastro de zombis (y solo de vida vegetal), repoblan Wakanda junto a otros sobrevivientes. Décadas luego de devorarse todo ser vivo en el universo, los super-zombis cósmicos vuelven a la Tierra para usar un portal dimensional de Reed Richards y poder acceder a otros universos. Se encuentran con los pobladores de Nueva Wakanda, pero, antes de devorarlos, se dan cuenta de que se han reformado. Tras ayudar a reconstruir la ciudad, Malcom (quien quiere usurpar el trono de Pantera Negra), los transporta a universos distintos a cada uno con el transportador de Reed (ahora arreglado).
Spider-Man zombi llega a un universo igual al 616, en el tiempo que el Peter de esa realidad estaba en la Universidad. Al saber que en ese momento Kingpin planeaba robar una Tabla Mística, que ayudaría a Spidey Zombi a curarse, este se enfrenta a Fisk, pero por la tentación, lo devora al igual que a los Seis Siniestros (excepto Sandman). Al darse cuenta de que se había transformado en un algo peor que un monstruo, Spider-Man Zombi se arranca la piel, para no ver nunca más la apariencia física del héroe que alguna vez fue: Peter Parker. Pasaron años mientras Peter Zombi hacía una cura para erradicar a la raza Zombi. Con ayuda de un grupo zombi de Avengers integrado por Wolverine, Hulk y Iron Man II (el último no zombificado), Spidey pudo derrotar a los últimos super-zombis usando su arma secreta: un Sandman con nanobots implantados (que destruyen la carne muerta en el primer contacto). Pero el Zombi Sentry es enviado a otro universo, siendo el universo donde comenzó la amenaza zombi inicialmente

### Spider-Man Reign
Esta es una historia futurista/paralela al Universo Marvel, Peter Parker, vive solo y sin fe ya que quedó viudo porque Mary Jane tuvo cáncer debido al mucho tiempo que estuvo expuesta al cuerpo radioactivo de Peter. Nos encontramos en una New York dictatorial y totalmente bajo control. Hace varios años que Spider Man desapareció, pero la visita inesperada de un muy viejo J. Jonah Jameson hará que cambie la vida de Spidey y New York para siempre.

### Spider-Bitch
En el universo de Wolverine: El Viejo Logan., donde los supervillanos ganaron contra los héroes cuando Red-Skull organiza a los malos para atacar al mismo tiempo, ya que cada héroe tiene muchos villanos por lo que los superaron en número sin embargo, por alguna razón perdieron y han pasado 50 años.
Aquí, Peter Parker está muerto (se cree que es un sobreviviente pero luego muere después de tener hijos) tiene más de una hija, la menor fue la tercera esposa de Hawkeye (otro sobreviviente) su hija se llama Ashley Barton, una antiheroína con agilidad arácnida y fuerza pero no más.
Luego Wolverine y un ciego Ojo de Halcón la rescatan de Kingpin y su territorio, pero lo mata para tener su poder.

### Spider-Man de laDinastía de M
En la cómics Dinastía de M ("House of M"), dentro de la continuidad del Universo Marvel habitual, el mundo ha sido transformado en otro alternativo por la Bruja Escarlata, heroína miembro de los Vengadores que, llegando a la locura por el recuerdo de sus desaparecidos hijos, pierde el control de sus poderes para cambiar la realidad y transforma el mundo temporalmente en una especie de utopía dominada por mutantes.
En esos cómics, la doble identidad de Peter Parker como Spider-Man es públicamente conocida y goza de una gran fortuna y popularidad como luchador profesional. Todo el mundo cree que es un mutante, cosa que no desmiente por miedo a las consecuencias. Además, su tío Ben está vivo y está casado con Gwen Stacy, con quien además tiene un hijo.
J. Jonah Jameson, director del diario Daily Bugle (traducido en algunas publicaciones como El Clarín) encontró el diario personal de Peter en el que revelaba que no era mutante y que creía que las cosas que estaban pasando, su vida, su mundo, no eran reales, y que Gwen Stacy, el tío Ben y el padre de Gwen (el capitán Stacy), ahora vivos, deberían estar en realidad muertos.

### "Bullet Points" Spider-Man
En la serie limitada Bullet Points, publicada por Marvel en 2007, se plantea una realidad alternativa en la cual el científico Bruce Banner es picado por una araña radiactiva, obteniendo asombrosos poderes y viéndose poseído por fuertes instintos que le impulsan a comportarse de manera inhumana. Cuando aprende a dominar su feroz naturaleza, se enfunda un traje muy similar al de la versión clásica de Spider-Man, pero de color negro y trabaja como superhéroe bajo las órdenes del gobierno. En esta realidad alternativa, Peter Parker se ve inmerso por accidente en medio de unas pruebas nucleares, tras las cuales se transforma en un feroz ser de color verde cada vez que no logra controlar su ira.(Hulk)

### Spider-Man Asesino
Realidad de un What if...? donde, seguido de que el Duende Verde mate a Gwen Stacy, Peter se enfurece y lo alcanza, pero aquí, en vez de pensarlo mejor y hacer la diferencia, piensa que si lo hace el Duende Verde dejara de matar y lo mata a golpes, solo para huir a Rusia con Wolverine para que lo entrene y sea todavía mejor que la misma Black Widow.

### SP//dr
SP//dr (pronunciado, en inglés, igual que spider) es un proyecto gubernamental compuesto de tres partes: una piloto que es una niña llamada Peni Parker, una máquina y una araña radioactiva con poderes psíquicos. Aparece en «Edge of spider-verse n.º 5» (Gerard Way, 2014).

### Spider-Girl (futuro imperfecto)
Los Vengadores (entre los que está Spider-Man) son trasladados a un futuro imperfecto por Kang, el conquistador. En esta realidad se ve a una hija de Spider-Man.

### Spider-Man Noir (Pasado)
Es la versión veintera de Spider-Man, su traje es negro y usa unos gogles en sus ojos que lo ayudan a ver en la oscuridad, usa un chaleco antibalas y en la parte de atrás tiene una araña. A pesar de que tiene los mismos poderes de Spider-Man utiliza un arma. Tiene apariencia de detective y su arma es un revólver

### Spider-Punk
Spider-Punk (también conocido como The Anarchic Spider-Man) de Tierra-138. Es un roquero punk afroamericano llamado Hobart Brown que se une a la batalla de las Arañas con los Herederos. En su propio mundo, ayudó a liderar una revolución populista contra el presidente corrupto Norman Osborn y su fuerza policial mejorada Venom.

### Spider-Gwen
En este universo Gwen Stacy es mordida por una araña y se convierte en la mujer araña. Peter Parker y Flash Thopmson están muertos.
Gwen Stacy nació en Forest Hills a George y Helen Stacy. Después de la muerte de su madre, ella fue criada por George solo. El espíritu libre de Gwen y sus inclinaciones artísticas a menudo la ponían en desacuerdo con el tipo de ética que su padre trabajaba para inculcar. Como resultado de este contraste con su padre, Gwen a menudo se retiraba en un tranquilo aislamiento y tocaba la batería.
Con el tiempo, desarrolló una amistad con su vecino y compañero introvertido Peter Parker, compartiendo su amor por la música. En Midtown High School, Gwen desarrolló relaciones con otros estudiantes, un grupo de chicas con las que formó la banda The Mary Janes y el afamado estudiante rebelde Harry Osborn.
Después de ser mordida por una araña radiactiva, a Gwen se le concedieron super-poderes como arácnidos, y comenzó una carrera como delincuente, apodada por los medios como "Spider-Woman". Le dieron un disfraz y un conjunto de Web-Shooters por el juez retirado Janet van Dyne [8]. Gwen pasó la mayor parte de sus primeras aventuras enfocadas en explotar y mantener su recién descubierta atención más que ayudar a los necesitados; Sin embargo, la conducta de Gwen cambió después de que su padre expresara que creía que Spider-Woman podría ayudar fácilmente a la gente.
La influencia de Spider-Woman también causó una de las mayores tragedias en la vida de Gwen. El intimidado Peter Parker, desesperado por convertirse en especial como su ídolo Spider-Woman, llevó a cabo un experimento que lo convirtió en una criatura parecida a un lagarto. Parker se estrelló en el Midtown Senior Prom, y Gwen se vio obligada a luchar contra él. Después de la batalla, Peter volvió a su forma humana, pero murió debido a sus heridas. Sin ninguna evidencia o vínculo con su transformación, Spider-Woman fue culpada por la muerte de Peter y marcó a un criminal.

### Spider-Man (What if Age of Ultron)
En esta realidad, Peter Parker abandonó su manto de Spiderman para dedicarle más tiempo a su familia, pero vuelve para ser parte de un nuevo equipo de 4 fantásticos que tenían el fin de detener a Ezekiel Stane en la guerra de armaduras.Ellos estaban conformados por un viejo wolverine, un viejo hulk que es un monje shaolin y un nuevo ghost rider, este Spider Man murió al sacrificarse para destruir una armadura Stark mediante una explosión.

### Marvel Cinematic Universe
En la serie de películas Marvel Cinematic Universe (Tierra-199999), Spider-Man es interpretado por el actor inglés Tom Holland y hace su debut en Capitán América: Civil War.
Peter Parker apareció por primera vez como un niño en Iron Man 2, que llevaba una máscara y un guante de Iron Man y es salvado por Iron Man mientras intentaba "luchar" contra los robots de Justin Hammer que se habían deshecho. Parker fue interpretado por Max Favreau, el hijo del director y actor de la película Happy Hogan, Jon Favreau.
En Capitán América: Civil War, Stark encuentra a Peter y es reclutado en los Vengadores por Tony Stark, quien le proporciona un traje nuevo a cambio de su ayuda para tratar con Capitán América y su facción, quienes se han vuelto descabellados a raíz de la Implementación de los Acuerdos de Sokovia. Durante la batalla, demuestra ser un oponente formidable, enfrentándose a Falcon, Winter Soldier y, finalmente, al mismo Capitán América. Más tarde ayuda a Stark y Máquina de Guerra a derrotar a Giant-Man / Ant-Man, pero se lesiona en la pelea y es enviado por un agradecido Stark.
Próximamente protagoniza su primera película en solitario, Spider-Man: Homecoming, donde es guiado y supervisado por Stark a través del chófer de este último, Happy Hogan (quien está molesto por él hasta el punto en que este último descuida su deber), mientras equilibra su La vida de la escuela secundaria con su vigilantismo. Más tarde, se topa con un grupo de contrabandistas y delincuentes que roban la tecnología de Chitauri en el caso de los Vengadores liderados por el misterioso Buitre, quien se revela como el padre de su enamorada de la preparatoria y líder de Decatlón, Liz Allan. Él va en una búsqueda para derrotarlos y demostrar su valía a Stark, así como su dignidad de ser un Vengador; que sueña con llegar a ser. Sin embargo, después de derrotar a Buitre, él rechaza la oferta de membresía de Stark y decide ser un Spider-Man amigable en su vecindario.
Luego, Parker regresa en Avengers: Infinity War, apareciendo por primera vez en un autobús escolar, alertado de la invasión de Thanos y se dispone a investigar; salvando a Iron Man de Cull Obsidian en el proceso. Más tarde se une a Stark, para gran disgusto de este último, en rescatar a un Doctor Strange secuestrado de Ebony Maw; recibió la armadura de Araña de Hierro hecha por Stark el año anterior cuando rechazó la oferta de Stark para sobrevivir en el espacio exterior. Los dos más tarde matan a Maw expulsándolo de su nave al espacio profundo y liberando a Strange; después de lo cual Parker es nombrado vengador por Stark, para su gran satisfacción. El trío se dirige a Titán para enfrentar a Thanos, donde se les unen varios miembros de los Guardianes de la Galaxia en la lucha contra el Titán Loco después de un malentendido inicial. Sin embargo, los héroes son finalmente derrotados, y cuando Thanos chasquea los dedos con un Guantelete del Infinito completo en Wakanda, Parker junto con Strange y los Guardianes (excepto Nebula) se reducen a polvo junto a la mitad del universo; con Parker siendo la última persona en el planeta en desaparecer, desapareciendo en los brazos de Stark.
Parker regresó en Avengers: Endgame, apareciendo en el acto final entre los héroes revividos (después de que Bruce Banner los trajo de vuelta) al unirse a los Vengadores, los Guardianes y todos sus aliados para una batalla final contra el ejército de Thanos. En medio de la batalla, trabajó con héroes como Valquiria y Capitana Marvel para mantener su recién creado Guantelete del Infinito y las Gemas del Infinito fuera del alcance de Thanos. Al final, Stark da su vida para vencer al Mad Titan robándole las Gemas del Infinito, chasqueando los dedos y haciendo que Thanos y sus fuerzas se desvanezcan; La energía de las seis piedras lo mató inmediatamente después. Parker le dice con lágrimas que ganaron antes de que su mentor falleciera. Al final, asistió al funeral de Stark y más tarde regresó a la escuela junto a Ned.
Parker regresa en Spider-Man: Lejos de casa, apareciendo después de los sucesos de Endgame, al irse de vacaciones con sus amigos a Venecia, hasta que son atacados por seres llamados Elementales, y aparece un héroe llamado Mysterio, quién salva la situación. Spider-Man decide unirse a Mysterio y Nick Fury en enfrentar a los Elementales y salvar el día. Hasta que una mentira se descubre que Mysterio era solo un actor y un ex-empleado despedido por Stark junto con otros ex-empleados quienes lo ayudan en todo. Spider-Man decide enfrentar a Mysterio en evitar que trate de acabar con alguien quien sabe de su secreto y mentira. Después al final de derrotar a Mysterio, Parker regresa con sus amigos al salvarlos y regresa a casa, pero descubre una sorpresa, Mysterio antes de morir, uno de sus contactos publicó un video exponiendo sobre el ataque desde Londres incriminando a Spider-Man y exponiendo su identidad como Peter Parker.
Parker regresa en Spider-Man: No Way Home, apareciendo después de los sucesos de Lejos de casa, después de que Mysterio expuso su identidad al mundo sobre todo lo que pasó arruinando su vida y quienes también estuvieron involucrados con él: MJ, Ned y su Tía May. Parker va con el Doctor Strange en hacer un hechizo para todo el mundo olvide su identidad a causa de Mysterio, hasta que al salir mal, hizo que alteraran la lineación del espacio-tiempo al abrirse algunos universos, apareciendo algunos villanos como el Duende Verde, el Doctor Octopus y el Hombre de Arena (de la trilogía Spider-Man), después aparecen otros más como el Lagarto y Electro (de las dos películas de The Amazing Spider-Man) en perseguir a Spider-Man. Después de perder a su Tía May, MJ y Ned trajeron a otros dos Spider-Men al llamarlos Peter-Dos y Peter-Tres para ayudar a su Peter como Peter-Uno para enfrentar a los villanos. Junto con el Doctor Strange, el Peter-Uno al ver que más realidades se abren por su identidad descubierta, le dice a Strange que haga un hechizo que el mundo olvide la existencia de Parker haciendo que todos lo olviden, incluyendo a quienes estuvieron con él. Al final, Parker se inspira para continuar, haciendo un traje nuevo (inspirado en los dos Peter que conoció) y reanudando su vigilancia al empezar desde cero.

## Otras versiones
- Yu Komori (小森ユウ Komori Yū), en el manga de "Spider-Man: The Manga (Artículo En inglés)".
- Takuya Yamashiro (山城拓也 Yamashirō Takuya), en la adaptación tokusatsu de Spider-Man.
- Peter Parquagh, en el universo 1602.
- Pavitr Prabhakar, en la adaptación hindú de Spider-Man Spider-Man: India.